# Conocephalus pictus
Conocephalus pictus är en insektsart som först beskrevs av Ludwig Redtenbacher 1891.  Conocephalus pictus ingår i släktet Conocephalus och familjen vårtbitare. Inga underarter finns listade i Catalogue of Life.